# Brotli
Brotli — алгоритм сжатия данных с открытым исходным кодом, разработанный Юрки Алакуйяла (фин. Jyrki Alakuijala) и Золтаном Сабадка.
Метод сжатия brotli основан на современном варианте алгоритма LZ77, энтропийном кодировании Хаффмана и моделировании контекста 2-го порядка.
Предназначен для ускорения загрузки веб-страниц, поддерживается в браузерах Chrome, основанных на Chromium, и в Firefox.
Как и zopfli, другой алгоритм сжатия от Google, brotli был назван в честь швейцарского хлебобулочного изделия, brötli.

## Характеристики
Алгоритм brotli был впервые представлен в 2015 году в качестве специализированного алгоритма сжатия веб-шрифтов.
В сентябре 2015 года инженеры Google представили версию brotli, содержавшую улучшения для универсального сжатия данных без потерь, особенно для использования при сжатии интернет-трафика. Алгоритм и реализация были переработаны для улучшения степени сжатия и ускорения операций сжатия и распаковки. Был доработан API работы с потоками, появились более высокие уровни сжатия, уменьшилось потребление памяти.
В отличие от большинства универсальных алгоритмов сжатия, brotli поставляется со встроенным 120-килобайтным словарём. Этот словарь содержит около 13 тысяч строк, фраз и других последовательностей, часто встречавшихся в большом корпусе текстовых и HTML-документов. Подобная особенность позволяет увеличить степень сжатия для некоторых коротких файлов.
По сравнению с классическим алгоритмом deflate (середина 1990-х, ZIP, gzip) brotli, как правило, достигает на 20 % более высокой степени сжатия для текстовых файлов, сохраняя сходную скорость сжатия и распаковки. Сжатые при помощи brotli потоки получили тип кодирования br.
В отличие от zopfli, алгоритм brotli не является обратно совместимым с zlib и deflate.

## Использование
- Mozilla Firefox реализовал brotli с версии 44 (январь 2016)[12][13]
- Google Chrome поддерживает brotli с версии 49[13]
- Метод опубликован как RFC 7932
- Формат шрифтов Web Open Font Format 2.0
- Safari поддерживает brotli c macOS High Sierra
- Microsoft Edge поддерживает brotli[14][15]